# Шібуя Дзіан-Дзіан
Малий театр Шібуя Дзіан-Дзіан  (яп. 小劇場 渋谷ジァン・ジァン)  — театр у районі Шібуя в Токіо. Працював від липня 1969 року до 25 квітня 2000 року. «Шібуя Дзіан-Дзіан» від грудня 1973 року протягом багатьох років був місцем регулярних виступів Такахасі Тікудзана до його смерті 5 лютого 1998 року. Це часто були довгі сольні імпровізації, які він називав «Івакі», на честь найвищої гори в регіоні Цуґару.
У театрі регулярно виступав Набуо Накамура, граючи в п'єсі Ежена Йонеско «Урок» (La leçon, 1951). Також у театрі виступали Норіко Авая і Акіхіро Міва. Сольні виступи Іссея Огати також почалися в «Шібуя Дзіан-Дзіан».